# Joliet, Illinois
Joliet (phát âm /ˈdʒoʊli.ɛt/, /dʒoʊliˈɛt/) là một thành phố ở tiểu bang Illinois, Hoa Kỳ. Thành phố này thuộc quận quận Will và quận Kendall. Thành phố có diện tích km2, dân số là 106.221 người (thời điểm năm 2000), năm 2008, dân số là 152.812 người .